# Illiberis
Illiberis is een geslacht van vlinders van de familie bloeddrupjes (Zygaenidae), uit de onderfamilie Procridinae.

## Soorten
- I. albiventris (Alberti, 1954)
- I. aomoriensis Matsumura, 1927
- I. arisana Matsumura, 1911
- I. assimilis Jordan, 1907
- I. coreana Matsumura, 1927
- I. cyanocera (Hampson, 1892)
- I. cybele (Leech, 1888)
- I. diaphana (Hampson, 1892)
- I. dirce (Leech, 1888)
- I. elegans (Poujade, 1886)
- I. ellenae (Alberti, 1954)
- I. endocyanea Hampson, 1919
- I. formosensis Strand, 1915
- I. fumata (Alberti, 1954)
- I. glaucosquamata Strand, 1915
- I. heringi Draeseke, 1926
- I. honei Alberti, 1954
- I. horishana matsumura, 1931
- I. horni (Strand, 1915)
- I. hyalina (Staudinger, 1887)
- I. inermis (Alberti, 1954)
- I. kardakoffi Alberti, 1951
- I. kaszabi Daniel, 1970
- I. laeva Püngeler, 1914
- I. nigra (Leech, 1888)
- I. nigrigemma (Walker, 1854)
- I. ochracea Leech, 1898

- I. paracybele (Alberti, 1954)
- I. paradistincta (Alberti, 1954)
- I. phacusana Strand, 1915
- I. pruni Dyar, 1905
- I. pseudopsychina Alberti, 1951
- I. psychina (Oberthür, 1890)
- I. rotundata Jordan, 1907
- I. serrata (Alberti, 1954)
- I. shensiensis (Alberti, 1954)
- I. silvestris (Strand, 1915)
- I. sinensis Walker, 1854
- I. tenuis (Butler, 1877)
- I. translucida (Poujade, 1885)
- I. transvena Jordan, 1907
- I. ulmivora Graeser, 1888
- I. yunnanensis Alberti, 1951